# Famille Gléon de Durban
La famille Gléon de Durban est une famille noble française originaire du Languedoc.

## Famille Gléon de Durban
La famille Gléon de Durban résulte de l'héritage des familles de Treilhes et de Durban, avec pour origine le mariage de Guillemette de Durban avec Guillaume de Treilhes, seigneur de Gléon en 1333. Guillemette de Durban étant la dernière héritière de sa famille, celle-ci disparait. À la suite de cela, la famille prit le nom de Treilhes-Gléon-Durban, puis de Gléon de Durban.
Olivier V Gléon de Durban (autour de 1400) est chambellan du Roi de France, Charles VI, puis du Roi de Navarre, Charles III. Vers le milieu du XVe siècle, Guillaume III de Treilhes, lieutenant du sénéchal de Carcassonne, est ambassadeur pour Marie d'Anjou, reine de France, auprès de la reine d'Aragon. Vers le début du XVIe siècle, Jean de Treilhes s'engage comme chevalier de l'Ordre Saint-Jean de Jérusalem au prieuré de Saint-Gilles. Il est Commandeur de Marlant puis de Marseille.
En 1514, Olivier Gléon de Durban, âgé de dix ans, épouse sa cousine Yolande de Gléon, âgée de huit ans. En 1639, Gabriel Gléon de Durban reçut dans son château de Durban le Prince de Condé. La famille se fixe à Saint-Pons-de-Thomières en 1652 lors du mariage de François Gléon de Durban avec une jeune bourgeoise de la ville. En 1654 Louis XIV érige en baronnie la seigneurie de Gléon par lettres patentes. Lors de la Révolution, la famille parvient à sauver une partie de son patrimoine.

## Lignée
À partir du mariage de Guillaume II de Treilhes avec Guillemette de Durban :
- Guillaume II (?-vers 1375), mariée avec Guillemette de Durban et instigateur de la famille Gléon de Durban ;
- Olivier IV (1338-vers 1385), seigneur de Gléon, Treilles, de Durban et de Jonquières ;
- Olivier V (vers 1365-?), chambellan de Charles VI, puis de Charles III de Navarre ;
- Olivier VI (vers 1415-vers 1450), chevalier et seigneur de Gléon, Treilles, de Durban et de Jonquières ;
- Guillaume III (? - vers 1490), lieutenant du sénéchal de Carcassonne ;
- Édouard (? -1493), mort sans héritier mâle, ayant eu quatre filles ;
- Jean (? - vers 1530), cadet de Guillaume III qui hérita après la mort de son frère aîné, Édouard ;
- Olivier VII (1504- vers 1530), mort avant son père Jean ;
- François (? - ?) ;
- Édouard II (vers 1540 - vers 1581) , écuyer et seigneur de Durban et Gléon ;
- Olivier VIII (vers 1575 - après 1632), seigneur de Durban et Gléon et vicomte de Périllos ;
- Gabriel (vers 1598 - ?), baron de Durban, seigneur de Gleu, de Jonquières, de Treilles, de Feuilla, Montalba et vicomte de Perillos, reçut le prince de Condé en 1639 ;
- Jean II (1635 - 1711), baron de Durban et vicomte de Périllos ;
- Gaspard (? - 1717), baron de Gléon et vicomte de Périllos ;
- Joseph (? -?), mort sans héritier[2];
- Jean-Baptiste François (? - ?), cadet de Gaspard qui hérita après la mort de son frère aîné, Joseph ;
- Charles (1758 - ?), dernier héritier.

## Héraldique
Le blason de la famille Gléon de Durban est : écartelé au 1er et 4e d'azur, à trois fasces d'argent, qui est de Durban ; au 2e et 3e de gueules, au chevron d'argent, qui est de Gléon.
Le blason de la famille de Gléon est donc : de gueules au chevron d'argent et de Durban : d'azur, à trois fasces d'argent.

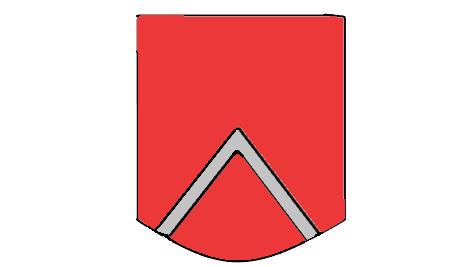
Le blason de la famille de Gléon.
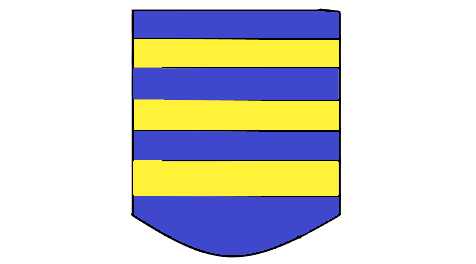
Le blason de la famille de Durban.